# Glycera
Glycera é O gênero  do grupo de poliquetas (vermes com cerdas). Eles são normalmente encontrados no fundo de águas marinhas rasas e ambientes com lama. Algumas espécies (por exemplo, vermes comuns) podem crescer até 35 centímetros de comprimento.

## Anatomia
Eles possuem uma coloração rosada, que permite qur os fluidos corporais que contenham hemoglobina apareçam. Consequente recebem o nome de "Bloodworm" (em inglês) ou Minhocas-de-Sangue. Na cabeça possuem três antenas pequeninas e  possuem quatro pequenas antenas e pequenas proeminências carnudas chamadas de parapodias, por todo seu corpos. Eles podem crescer até 35 centímetros de comprimento.
Sua alimentação é carnívora. Eles se alimentam projetando sua grande tromba com quatro mandíbulas ocas. As mandíbulas são ligadas a glândulas de veneno que eles usam para matar suas presas. Sua mordida é dolorosa até para um humano. Eles são predados por outros vermes, peixes, crustáceos e por gaivotas.
A reprodução ocorre no meio do verão, quando a água está mais quente. Isso faz com que vermes maduros não se alimentem, chamando esse processo de epitoke. Com a parapodia maior, eles nadam para a superfície da água, onde ambos os sexos liberam gametas e depois morrem.
A primeira fase de muitas formas da Minhoca-de-Sangue é a zooplantônica, seguido pelo bentônicas. As larvas podem se desenvolver protegidas por tubos feitos de seda no fundo lodo. A progressão das larvas vão de pequenas e pálidas, para larvas avermelhadas e maiores, de três a dez centímetros de comprimento ou mais, ao longo de um período curto período de duas a três semanas em condições ideais.
Esses animais possuem o mineral cobre em seus corpos, e não são envenenados por ele.
Suas mandíbulas possuem também o cobre, só que na forma de um biomineral à base de cloreto de cobre denominado atacamita, na forma cristalina.
Teoricamente o cobre ajuda no processo da mordida e a injeção de veneno.

## Sistemática
Glycera é o gênero de tipo da família Glyceridae. Ele contém as seguintes espécies:
| - Glycera abranchiata - Glycera alba - Glycera amadaiba - Glycera amboinensis - Glycera americana - Glycera asymmetrica - Glycera baltica - Glycera bassensis - Glycera benguellana - Glycera benhami - Glycera branchiopoda - Glycera brevicirris - Glycera calbuconensis - Glycera capitata - Glycera carnea - Glycera celtica - Glycera chirori - Glycera cinnamomea - Glycera convoluta - Glycera dayi - Glycera decipiens - Glycera dentribranchia - Glycera derbyensis - Glycera dibranchiata | - Glycera dubia - Glycera edwardsi - Glycera ehlersi - Glycera embranchiata - Glycera epipolasis - Glycera fundicola - Glycera fusiformis - Glycera gigantea - Glycera gilbertae - Glycera glaucopsammensis - Glycera guatemalensis - Glycera guinensis - Glycera hasidatensis - Glycera heteropoda - Glycera incerta - Glycera kerguelensis - Glycera knoxi - Glycera lamelliformis - Glycera lamellipodia - Glycera lancadivae - Glycera lapidum - Glycera longipinnis - Glycera longissima - Glycera macintoshi | - Glycera madagascariensis - Glycera manorae - Glycera martensii - Glycera mauritiana - Glycera micrognatha - Glycera mimica - Glycera minor - Glycera minuta - Glycera nana - Glycera natalensis - Glycera nicobarica - Glycera nigripes - Glycera onomichiensis - Glycera orientalis - Glycera oxycephala - Glycera pacifica - Glycera papillosa - Glycera pilicae - Glycera polygona - Glycera posterobranchia - Glycera prashadi - Glycera profundi - Glycera prosobranchia - Glycera pseudorobusta | - Glycera robusta - Glycera rouxi - Glycera russa - Glycera rutilans - Glycera spadix - Glycera sphyrabrancha - Glycera subaenea - Glycera taprobanensis - Glycera taurica - Glycera tenuis - Glycera tesselata - Glycera unicornis |

## Comércio
As larvas são vendidas comercialmente em lojas de equipamentos como isca para a pesca em água salgada.